# Hilversumsche Cricket Club
De Hilversumsche Cricket Club is een cricketvereniging uit de Nederlandse gemeente Hilversum. De vereniging werd opgericht op 1 juni 1883.

## De club
In 1911 promoveerde Hilversum, onder leiding van Henri van Booven, naar de eerste klasse en beschikte in die tijd over een schitterend terrein met een uitstekende pitch.

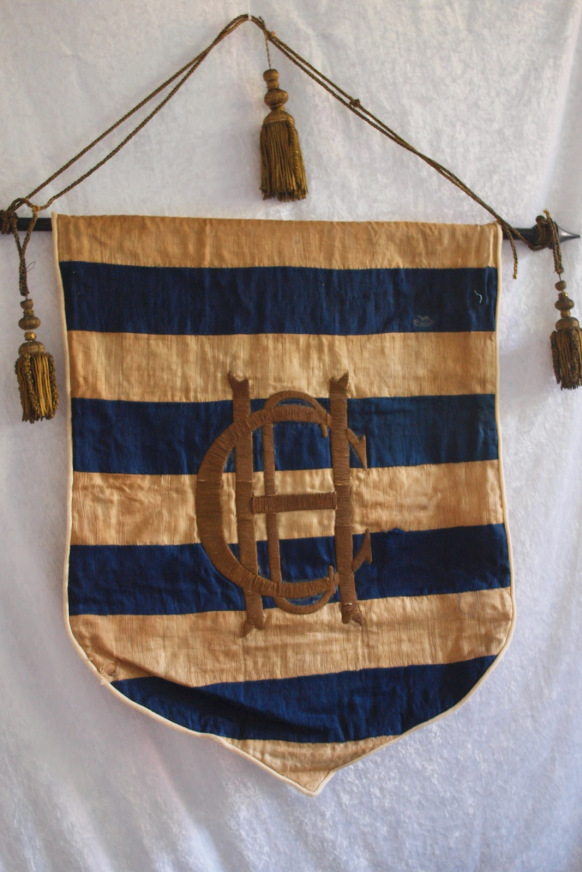
Hilversumsche Cricket Club Vaandel

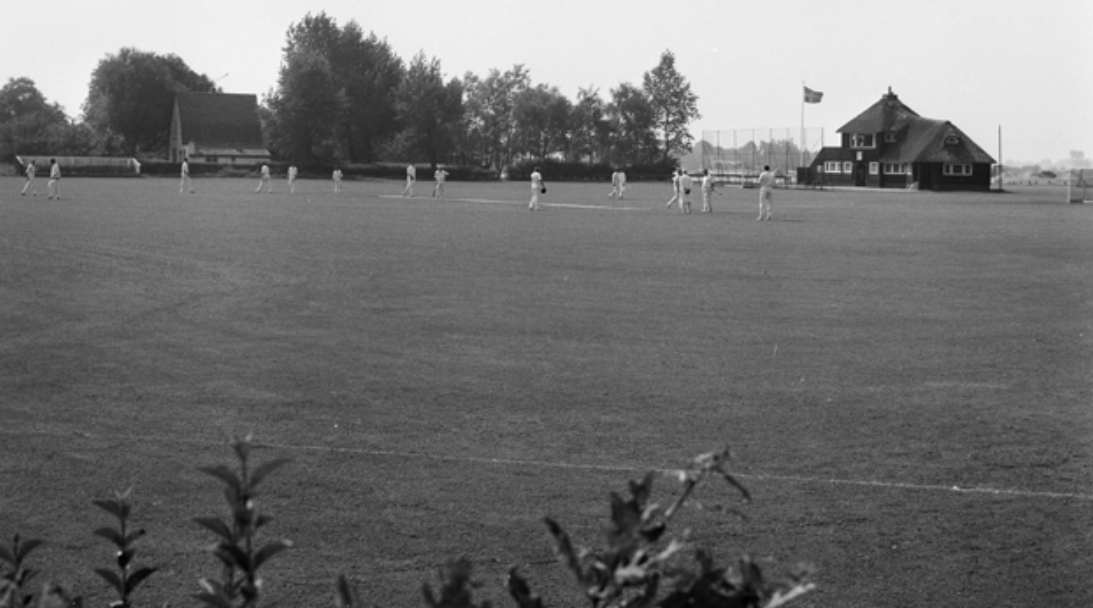
Clubhuis de Bult Hilversumsche Cricket Club 1883

In 1915, het tweede jaar van de Eerste Wereldoorlog, besloot de eigenaar van het veld om op het terrein aardappels te gaan planten, dit in verband met de toenemende voedselschaarste. Het veld werd omgeploegd, met pitch en al. Hilversum heeft enkele jaren in combinatie gespeeld met de Stichtsche Cricket Club en van 1942 tot 1954 zelfs helemaal het bijltje bij neergelegd. Uiteindelijk promoveerde Hilversum in 1982 weer naar de eerste klasse.
De Hilversumsche CC heeft decennialang met de Hilversumsche Mixed Hockey Club de velden gedeeld, tot dat dit terrein in 1967 plaats diende te maken voor de nieuw te bouwen wijk "Kerkelanden". Ook het clubhuis “De Bult” kwam hiermee te vervallen.
Van 1967 tot de jaren negentig is gespeeld bij de hockeyvereniging Be Fair (nu 't Spandersbosch) op Sportpark Crailo. In de jaren negentig is de club weer verhuisd naar Korfbalclub Hilversum even verderop in de sportvallei Crailo. Met de komst van het toenmalig grootste ecoduct ter wereld in 2006 is de Hilversumsche Cricket Club weer terug verhuisd naar hockeyvereniging 't Spandersbosch. Na 4 jaar bij 't Spanderbosch ging de hockeyvereniging uitbreiden met kunstgrasvelden waardoor de cricket verhuisde naar de velden van Rugbyclub Hilversum op sportpark Berestein.
In 2012 degradeerde Hilversum uit de 1e klasse en liep het ledenaantal terug. Waarbij in seizoen 2013 de thuiswedstrijden op de velden van Bloemendaal werden gespeeld.
In 2014 is de cricketclub terecht gekomen bij HC & FC Victoria 1893. Geen toeval daar de Hilversumsche Cricket Club in 1918 reeds één keer eerder een seizoen cricket heeft gespeeld bij Victoria. De ‘C’ in de naam herinnert nog aan deze periode.

## Teams
De club heeft 2 zondag herenteams, 2 ZaMi (zaterdagmiddag) teams en 4 jeugdteams. De jeugdteams bestaan uit U15, U13, U11HB en U11SB. Al de genoemde teams spelen mee in de competitie van de KNCB.